# Justizvollzugsanstalt Waldheim
Die Justizvollzugsanstalt Waldheim in Waldheim, etwa 30 km nördlich von Chemnitz, war einst das größte Zuchthaus Sachsens und ist das älteste noch im Betrieb befindliche Gefängnis in Deutschland. Im Zuchthaus Waldheim waren auch viele Häftlinge wegen politischer Straftaten inhaftiert, sowohl im nationalsozialistischen Deutschen Reich als auch später in der DDR. Die Justizvollzugsanstalt dient der Inhaftierung männlicher Erststraftäter. Es stehen 377 Plätze im geschlossenen und 18 Plätze im offenen Vollzug zur Verfügung.

## Geschichte

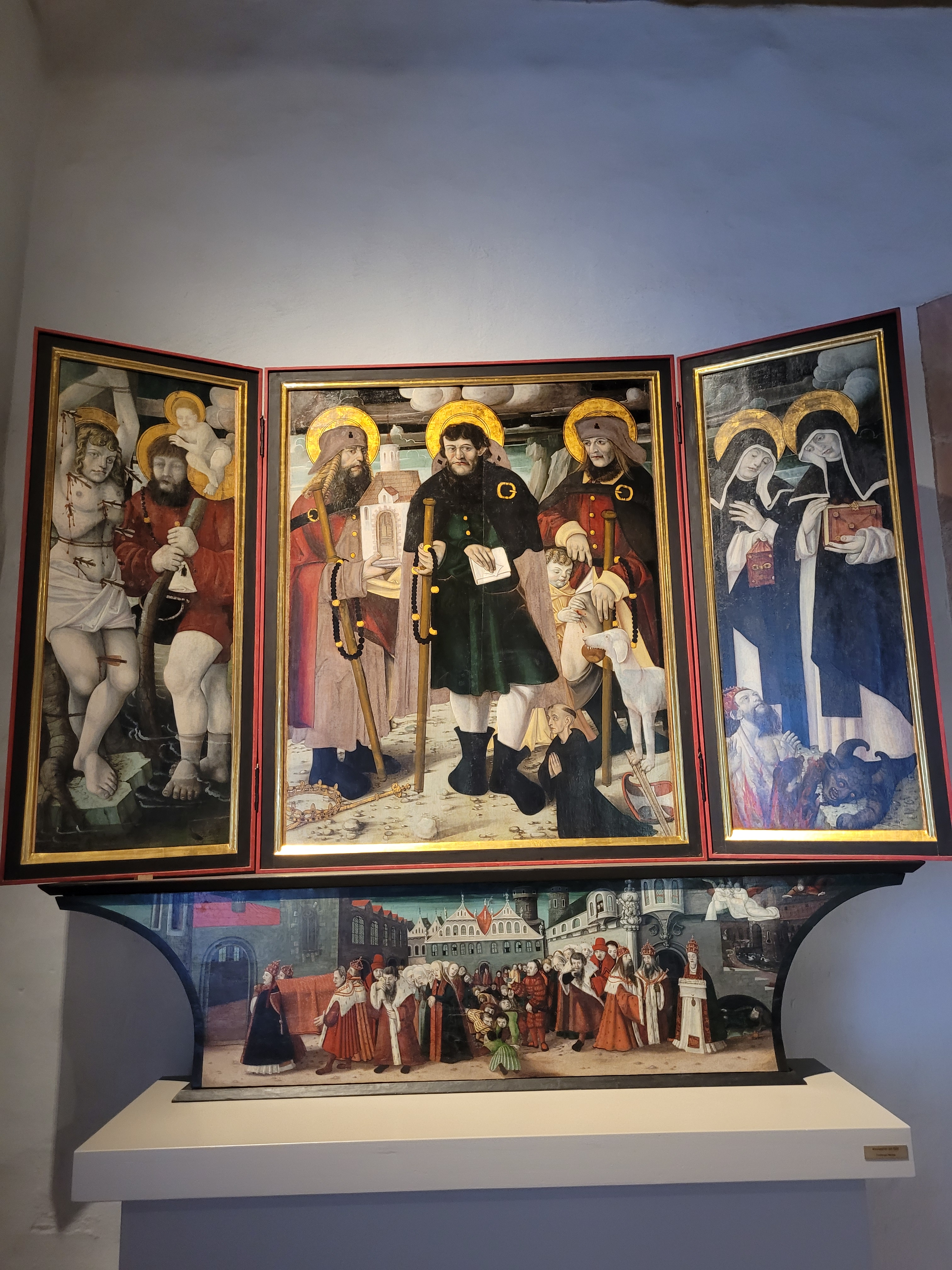
Burg Kriebstein, Alexiusaltar (ursprünglich im Augustinerkloster Waldheim)

Die Geschichte der heutigen Justizvollzugsanstalt Waldheim ist in ihren Anfängen die der Stadt. Um den dortigen Handelsweg zu schützen, wurde die Burg Waldheim errichtet, die zum ersten Mal 1271 Erwähnung fand. Seit 1404 und bis 1549 wurde sie als Augustinerkloster genutzt. Nach der Reformation hob der Lehnsherr Georg von Carlowitz, mit Sitz auf Kriebstein, auf Bitten des Priors und der letzten Mönche das Kloster auf. 1588 wurde das Kloster Jagdschloss des Kurfürsten Christian I. Die seit dem 14. Jahrhundert bestehende Kapelle St. Otto wurde zur Schlosskirche umgebaut. Aus dieser Kirche existiert noch ein Altarbild, das Christian I., seine sieben Kinder und seine Frau Sophie zeigt und heute in der Burg Kriebstein hängt. Aus der vorher bestehenden Kapelle des Klosters stammt der ebenso noch erhaltene und in Kriebstein ausgestellte Altar. Christian II. überließ seiner Frau Sophie von Sachsen (1587–1635) das Schloss als Witwenwohnsitz.
August der Starke ließ 1716 das Jagdschloss in ein Zucht-, Armen- und Waisenhaus umwandeln. Für dessen Finanzierung wurde seit dem 23. Juni 1710 von allen neu angestellten Staatsdienern Kursachsens ein Zwölftel der Besoldung des ersten Jahres einbehalten. Dieser Zwölftelabzug fand auch bei Besoldungszulagen auf den Erhöhungsbetrag Anwendung. Als erster weiblicher Häftling saß Sophie Sabina Apitzsch ein, die sich im Jahr 1714 als sächsischer Kurprinz ausgegeben hatte.
Ab 1806 war Christian August Fürchtegott Hayner hier Anstaltsarzt. 1829 wurde die psychiatrische Abteilung – die Häftlinge waren für die Versorgung der „Irren“ zuständig gewesen – mit Hayner als leitendem Arzt nach Schloss Colditz verlegt. Dort wurden auf sein Betreiben neue Methoden zur Behandlung von Geisteskranken eingeführt.
Nach der Niederschlagung der Märzrevolution von 1848/1849 wurden mehrere sächsische Patrioten, wie beispielsweise Hermann Theodor Breithaupt, August Röckel, Theodor Oelkers oder Franz Moritz Kirbach zu langjährigen Zuchthausstrafen in Waldheim verurteilt. Der Schriftsteller und demokratische Aufständler August Peters verbüßte seine Strafe von 1853 bis zu seiner Begnadigung 1856. Der spätere Autor Karl May war von 1870 bis zum 2. Mai 1874 hier inhaftiert.
Während der Zeit des Nationalsozialismus waren viele politische Gefangene im Zuchthaus Waldheim inhaftiert. Typische Haftgründe waren „Hören feindlicher Rundfunksendungen und antifaschistischer Propaganda“, „Wehrkraftzersetzung“ und „Vorbereitung zum Hochverrat“. So wurde die Frauenrechtlerin und Kommunistin Olga Körner 1933 zu drei Jahren Haft verurteilt. Das spätere KPD-Parteivorstandsmitglied Josef Schleifstein verbüßte hier ab 1934 eine Freiheitsstrafe wegen Hochverrats. Die Widerstandskämpfer Bruno Siegel und Eva Schulze-Knabe wurden 1941 (Siegel) und 1942 zu lebenslangem Zuchthaus verurteilt und kamen 1945 frei. Auf dem Zuchthausgelände befand sich zu dieser Zeit die Heil- und Pflegeanstalt Waldheim, mit Gerhard Wischer als Direktor.
Das Zuchthaus diente ferner medizinischen Versuchen, die auf Anregung des Leipziger Vitaminforschers Arthur Scheunert und mit Genehmigung des Reichsministers der Justiz den Vitamin-A-Bedarf untersuchten. Die ausgesuchten Häftlinge wurden isoliert und erhielten eine Vitamin-A-freie Kost. Ergebnis waren deutliche Gesundheitsbeeinträchtigungen im sechsten Monat des Versuchs, insbesondere der Sehfunktionen und der Blutzusammensetzung. Die Versuche dienten der Vorbereitung einer allgemeinen Vitaminisierung der Margarine, die im Januar 1941 begann.
Am 14. Januar 1950 verkündete die SMAD, dass die letzten sowjetischen Speziallager aufgelöst werden sollten. Ca. 14.000 dort verbliebene politische Häftlinge wurden an die DDR-Behörden übergeben. Hierzu wurde das Zuchthaus Waldheim am 9. Februar 1950 von der Verantwortlichkeit des Landes Sachsen in die Verantwortlichkeit des Berliner Ministeriums des Innern der DDR überführt und von diesem mit den Speziallagerhäftlingen belegt. In der Folge war die Hauptverwaltung der Volkspolizei für den Betrieb des Zuchthauses verantwortlich.
Von April bis Juni 1950 führten Richter im Zuchthaus Waldheim 3.385 Schnellverfahren gegen mutmaßliche NS-Verbrecher durch. In vier Fällen ergingen Freisprüche, in 32 Fällen wurden Todesstrafen verhängt und in 24 Fällen vollstreckt. Nach heutiger Auffassung des Bundesgerichtshofs stellten die Waldheimer Prozesse einen „krassen Missbrauch der Justiz zur Durchsetzung machtpolitischer Ziele“ dar (BGH, Az. 5 StR 236/98).
Der aus dem 19. Jahrhundert stammende Spruch „Wer nichts wagt, kommt nicht nach Waldheim“ war noch bis zum Ende der DDR in der Bevölkerung präsent

## Heutige Nutzung und Ausbau
Die heutige Zuständigkeit der JVA Waldheim dient dem Vollzug der Freiheitsstrafe männlicher Strafgefangener aus allen Landgerichtsbezirken im Freistaat Sachsen mit Freiheitsstrafe über zwei Jahren, die sich erstmals in Strafhaft befinden (Ersttäter). Durch die Trennung von hafterfahrenen Strafgefangenen soll eine ungefährdete Resozialisierung ermöglicht werden. Ein Schwerpunkt des Ersttätervollzuges bildet die Erziehung zu sozialer Selbstverantwortung und Eigenständigkeit in Wohngruppen mit etwa 20 bis 28 Haftplätzen je Wohngruppe. In der Anstalt befindet sich auch eine sozialtherapeutische Abteilung mit 120 Haftplätzen und eine offene Abteilung mit 18 Haftplätzen sowie seit 2005/06 eine Seniorenstation mit 54 Haftplätzen im Haus I.
In der JVA Waldheim befinden sich unter anderem eine Druckerei und Buchbinderei, ein Metallbetrieb (Schlosserei), eine Tischlerei und weitere Eigenbetriebe, um Arbeitsplätze für Strafgefangene bereitzuhalten.
Das große Hafthaus 1 und die Anstaltskirche wurden zwischen 2001 und 2004 komplett saniert.